# Czyżowice (przystanek kolejowy)
Czyżowice – przystanek kolejowy w miejscowości Czyżowice, gmina Gorzyce, powiat wodzisławski, w województwie śląskim.
W pobliżu przystanku znajdowała się mijanka Czyżowice, zwiększająca przepustowość linii jednotorowej na odcinku Wodzisław Śląski-Chałupki.
Kiedyś znajdował się tam budynek stacyjny (wyburzony w 2008), w którym były kasy biletowe, toalety i poczekalnia.

## Ruch pasażerski
| Rok  | Wymiana pasażerska na dobę |
| ---- | -------------------------- |
| 2017 | 20-49                      |
| 2022 | 50-99                      |

## Połączenia kolejowe
Na przystanku Czyżowice w rozkładzie jazdy 2023, zatrzymują się tam tylko pociągi Kolei Śląskich:
| Kierunek | Przewoźnik | Przez                                                                                    | Uwagi                      |
| -------- | ---------- | ---------------------------------------------------------------------------------------- | -------------------------- |
| Chałupki | KŚ         | Bełsznica, Olza, Rudyszwałd                                                              |                            |
| Katowice | KŚ         | Wodzisław Śląski, Rybnik, Czerwionka, Orzesze, Łaziska Górne, Mikołów                    |                            |
| Rybnik   | KŚ         | Wodzisław Śląski, Wodzisław Śląski Radlin, Radlin Obszary, Rybnik Rymer, Rybnik Towarowy | Tylko jeden poranny pociąg |